# چیتاراله
چیتاراله (به ایتالیایی: Cittareale) یک کومونه در ایتالیا است که در استان ریتی واقع شده‌است.

## خصوصیات
چیتاراله ۵۸٫۸ کیلومترمربع مساحت و ۴۷۴ نفر جمعیت دارد و ۹۵۲ متر بالاتر از سطح دریا واقع شده‌است.